# Anemogamia

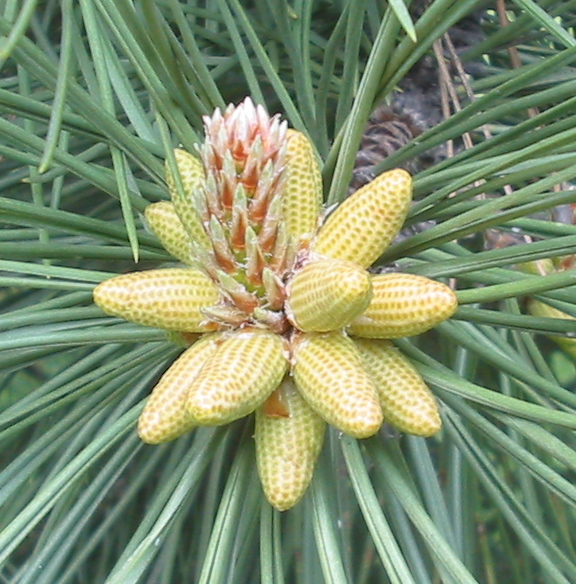
Młode kwiatostany męskie sosny z ogromną ilością pyłku

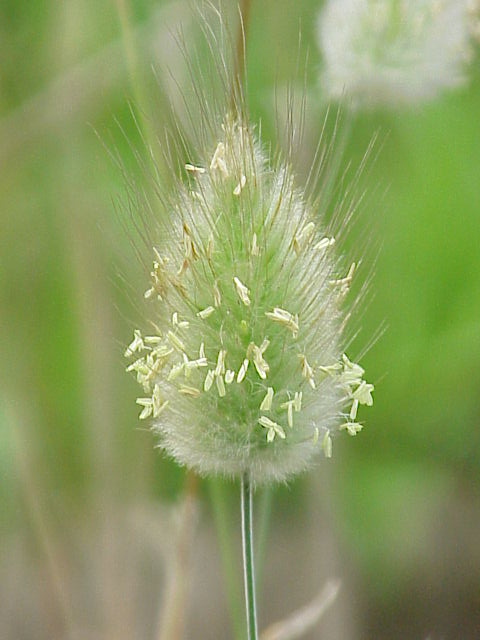
Wystające na zewnątrz kwiatostanu pylniki wiatropylnej trawy

Anemogamia, wiatropylność – zapylenie kwiatów poprzez wiatr przenoszący pyłki. Przykładami roślin zapylanych w ten sposób jest wiele drzew, np. leszczyna, topola, sosny, a także na przykład trawy. U traw pręciki na długich nitkach pręcikowych wystają na zewnątrz kłosa. U wielu roślin wiatropylnych, w tym u większości drzew, kwiaty rozwijają się wcześniej niż liście (proanthia), co zwiększa szanse na zapylenie.

## Kwiaty roślin wiatropylnych
Kwiaty roślin wiatropylnych mają prostą budowę, są bezwonne i nie posiadają miodników, nie muszą bowiem zwabiać owadów. Są też z reguły drobne i niepozorne. Wytwarzają za to bardzo dużo lekkiego pyłku o gładkiej powierzchni, który łatwo wysypuje się z licznych pylników. W jednym kłosie żyta jest ich aż 42 mln. U niektórych roślin z rodziny pokrzywowatych pyłek jest mechanicznie wyrzucany z pylników w czasie ich gwałtownego rozprostowywania się. Słupki w kwiatach roślin wiatropylnych mają duże znamiona, często podzielone lub piórkowate, by łatwiej mogły wychwycić pyłek. Często pokryte są lepką substancją ułatwiającą przyklejenie się ziaren pyłku.
Aby doszło do zapylenia krzyżowego niezbędne jest, by pyłek mógł jak najdłużej utrzymywać się w powietrzu i był odporny na niekorzystne warunki atmosferyczne. Przystosowaniem do utrzymywania się w powietrzu pyłku sosny są dwie komory powietrzne obecne przy każdym ziarnie pyłku.